# One Piece (sèrie de televisió de 2023)
One Piece és una sèrie de televisió en línia desenvolupada per Matt Owens i Steven Maeda per a Netflix. La sèrie és una adaptació d'imatge real de la sèrie de manga japonesa homònima de 1997 d'Eiichiro Oda. Està produïda per Kaji Prouctions, Tomorrow Studios i Shūeisha (que també publiquen el manga). La sèrie compta amb un repartiment que inclou Iñaki Godoy, Mackenyu Arata, Emily Rudd, Jacob Romero Gibson i Taz Skylar. Es va estrenar el 31 d'agost de 2023 amb els subtítols en català.

## Argument
La sèrie segueix les aventures dels Pirates del Barret de Palla, mentre exploren els perillosos oceans, terres i més enllà a la recerca del One Piece, un tresor llegendari que convertirà el seu capità Monkey D. Ruffy en el Rei dels Pirates. Però, l'Armada està a la cua del seu vaixell i no són l'única tripulació que busca el One Piece. Armats amb habilitats i una amistat irrompible, els barrets de palla estan preparats per al viatge i encara més preparats per lluitar junts pels seus somnis.

## Episodis
| Temporada | Temporada         | Episodis | Emissió original   | Emissió original   |
| Temporada | Temporada         | Episodis | Estrena            | Final              |
| --------- | ----------------- | -------- | ------------------ | ------------------ |
|           | Primera temporada | 8        | 31 d'agost de 2023 | 31 d'agost de 2023 |

### Primera temporada
| Núm. | Títol original                     | Dirigit per   | Escrit per                                                          | Data d'estrena original |
| ---- | ---------------------------------- | ------------- | ------------------------------------------------------------------- | ----------------------- |
| 1    | «Romance Dawn»                     | Marc Jobst    | Argument per: Matt Owens & Steven Maeda                             | 31 d'agost de 2023      |
| 2    | «The Man in the Straw Hat»         | Marc Jobst    | Ian Stokes                                                          | 31 d'agost de 2023      |
| 3    | «Tell No Tales»                    | Emma Sullivan | Matt Owens & Damani Johnson                                         | 31 d'agost de 2023      |
| 4    | «The Pirates Are Coming»           | Emma Sullivan | Tiffany Greshler & Tom Hyndman                                      | 31 d'agost de 2023      |
| 5    | «Eat at Baratie!»                  | Tim Southam   | Laura Jacqmin                                                       | 31 d'agost de 2023      |
| 6    | «The Chef and the Chore Boy»       | Tim Southam   | Steven Maeda & Diego Gutierrez                                      | 31 d'agost de 2023      |
| 7    | «The Girl with the Sawfish Tattoo» | Josef Wladyka | Tiffany Greshler & Ian Stokes & Allison Weintraub & Lindsay Gelfand | 31 d'agost de 2023      |
| 8    | «Worst in the East»                | Josef Wladyka | Matt Owens & Steven Maeda                                           | 31 d'agost de 2023      |

## Repartiment

### Personatges principals
- Monkey D. Ruffy (temporada 1-present), interpretat per Iñaki Godoy.
Capità de la tripulació, somia amb convertir-se en el rei dels pirates. Per això reuneix al seu voltant una tripulació amb la qual pot arribar a l'illa al final de la Rota major i trobar el llegendari One Piece. Ingenu i despreocupat, sempre es mostra lleial fent costat sovint per protegir els seus companys i amics. Va ingerir la fruita del diable Gom Gom, que va convertir el seu cos en goma. És sobrenomenat "Barret de palla" a causa del barret únic que sempre porta.
  - interpretat per Colton Osorio de petit
- Roronoa Zoro (temporada 1-present), interpretat per Mackenyu Arata.
Un espadachín hàbil i antic caçador de recompenses, és el primer a unir-se a la tripulació d'en Ruffy i n'és el vicecapità. El seu objectiu és convertir-se en l'esgrima més fort del món.
  - interpretat per Maximillian Lee Piazza de petit
- Nami (temporada 1-present), interpretada per Emily Rudd.
És una noia bona, intel·ligent i testaruda. Excel·lent cartògrafa i navegant infal·lible, el seu somni és dibuixar la carta nàutica de tots els mars del món. També és una lladre experta, atreta pels guanys i les riqueses.
  - interpretada per Lily Fisher de petita
- Usopp (temporada 1-present), interpretat per Jacob Romero Gibson.
És el franctirador i l'artiller del vaixell. A més de tenir un objectiu infal·lible, és un gran inventor i també un fuster i dissenyador decent, però també és un mentider i molt temorós. Somia convertir-se en un valent guerrer del mar com el seu pare.
  - interpretat per Kevin Saula de petit
- Sanji (temporada 1-present), interpretat per Taz Skylar.
És el cuiner del grup. Jove guapo, té una debilitat pel sexe just. Les seves tècniques de lluita impliquen només utilitzar les cames, ja que prefereix mantenir les mans per cuinar. Somia trobar l'All Blue, el llegendari oceà on s'uneixen tots els mars del món i on es poden pescar totes les espècies de peixos.
  - interpretat per Christian Convery de petit
- Monkey D. Garp (temporada 1-present), interpretat per Vincent Regan.
És el vicealmirall de la Marina a la pista de la tripulació del Barret de Palla.
- Buggy el pallasso (temporada 1-present), interpretat per Jeff Ward.
És el capità d'una tripulació de pirates de circ amb el poder de la fruita Puzzle Puzzle, que li permet desmuntar el seu cos.
- Koby (temporada 1-present), interpretat per Morgan Davies.
És un noi somiador i idealista que somia amb convertir-se en un valent membre de la Marina.

### Personatges secundaris
- Helmeppo (temporada 1), interpretat per Aidan Scott.
És el fill arrogant i mimat del capità Morgan Axhand. S'enrola a la Marina per perseguir en Zoro.
- Shanks (temporada 1), interpretat per Peter Gadiot.
Capità pirata i ídol infantil d'en Ruffy, li donarà el seu barret de palla.
- Gold Roger (temporada 1), interpretat per Michael Dorman.
- Alvida (temporada 1), interpretada per Ilia Isorelýs Paulino.
- "Mà de destral" Morgan (temporada 1), interpretat per Langley Kirkwood.
Capità de la Marina, comanda la base de Shells Town.
- Bogart (temporada 1), interpretat per Armand Aucamp.
- Yasopp (temporada 1), interpretat per Stevel Marc.
- Lucky Roo (temporada 1), interpretat per Ntlanhla Morgan Kutu.
- Benn Beckman (temporada 1), interpretat per Laudo Liebenberg.
- Makino (temporada 1), interpretada per Kathleen Stephens.
- Higuma (temporada 1), interpretat per Tamer Burjaq.
- Cabaji (temporada 1), interpretat per Sven Ruygrok.
- Kaya (temporada 1), interpretada per Celeste Loots.
- Krahador/Kuro (temporada 1), interpretat per Alexander Maniatis.
- Sham (temporada 1), interpretada per Bianca Oosthuizen.
- Buchi (temporada 1), interpretat per Albert Pretorius.
- Merry (temporada 1), interpretat per Brett Williams.
- Shimotsuki Kuina (temporada 1), interpretada per Audrey Cymone
- Zeff (temporada 1), interpretat per Craig Fairbrass.
- Dracule Mihawk (temporada 1), interpretat per Steven John Ward.
És el millor espadatxí del món, així com membre dels set guerrers del mar, un grup de set pirates que han signat un acord de col·laboració amb el Govern Mundial.
- Krieg (temporada 1), interpretat per Milton Schorr.
- Paty (temporada 1), interpretat per Brashaad Mayweather.
- Arlong (temporada 1), interpretat per McKinley Belcher III.
Un pirata home peix que va ocupar el poble de Coco i va matar la Bellemére, la mare adoptiva de la Nami i la Nojiko.
- Kuroobi (temporada 1), interpretat per Jandré Le Roux.
- Pciù (temporada 1), interpretat per Len-Barry Simons.
- Nojiko (temporada 1), interpretada per Chioma Umeala i Kylie Ashfield (petit).
La germana adoptiva de la Nami
- Genzo (temporada 1), interpretat per Grant Ross.
Xèrif del poble de Coco.
- Nezumi (temporada 1), interpretat per Rory Acton-Burnell.
Oficial naval corromput per Arlong.

## Producció

### Desenvolupament
El juliol de 2017, l'editor en cap de Weekly Shōnen Jump Hiroyuki Nakano va anunciar que Tomorrow Studios (una associació entre Marty Adelstein i ITV Studios) i Shueisha començarien la producció d'una adaptació televisiva d'acció en directe nord-americana de la sèrie de manga One Piece d'Eiichiro Oda com a part de les celebracions del 20è aniversari de la sèrie. Oda serviria com a productor executiu de la sèrie al costat del CEO de Tomorrow Studios, Adelstein i Becky Clements. La sèrie començaria amb la saga East Blue. Adelstein també va dir que el cost de producció podria establir nous rècords.

### Càsting
El novembre de 2021 es van anunciar alguns dels protagonistes: Iñaki Godoy com a Monkey D. Ruffy, Mackenyu com a Roronoa Zoro, Emily Rudd com a Nami, Jacob Romero Gibson com a Usopp i Taz Skylar com a Sanji. El juny de 2022, Langley Kirkwood es va unir al repartiment com a Capità Morgan i Chioma Umeala com a Nojiko.

### Filmació
El rodatge va començar el 31 de gener de 2022 i va concloure el 22 d'agost següent. Alguns d'ells van tenir lloc a Ciutat del Cap, a Sud-àfrica, als Cape Town Film Studios.

## Distribució
La primera temporada es va estrenar a Netflix el 31 d'agost de 2023.